# Ryūsei Yamanaka
Ryūsei Yamanaka (山中琉聖?, Yamanaka Ryūsei; Yotsukaidō, 6 novembre 2001) è un pilota motociclistico giapponese.

## Carriera

### Gli inizi
Yamanaka inizia la carriera agonistica all'età di 3 anni con le minimoto, vincendo alcuni campionati motociclistici a livello nazionale. Nel 2015 debutta nell'Asia Talent Cup, concludendo la stagione al 15º posto e al 4º posto nel 2016. Nel 2017 passa alla Red Bull Rookies Cup ottenendo due podi e concludendo al 6º posto in classifica. Nel 2018 rimane nella stessa categoria, ottenendo la prima vittoria al Red Bull Ring e concludendo nuovamente al 6º posto in classifica.
Debutta nel motomondiale in Moto3 nel 2019 con il team Estrella Galicia 0,0, sostituendo Sergio García in occasione del primo GP stagionale. Nel Gran Premio motociclistico di Catalogna 2019, grazie al 9º posto ottenuto in gara, ottiene i suoi primi punti nel motomondiale. Alla fine della stagione è 29º in classifica con 8 punti.

### Moto3
Nel 2020 corre come pilota titolare con lo stesso team della stagione precedente, il compagno di squadra è Sergio García. Ottiene come miglior risultato un nono posto nel Gran Premio di Andalusia e termina la stagione al 24º posto con 14 punti.
Nel 2021 passa alla guida della KTM RC 250 GP del team CarXpert PrüstelGP; il compagno di squadra è Jason Dupasquier. Ottiene come miglior risultato un ottavo posto nel Gran Premio di Doha e termina la stagione al ventesimo posto con 47 punti. In questa stagione è costretto a saltare il Gran Premio d'Austria a causa di una frattura all'omero sinistro rimediata nelle prove libere del GP. Nel 2022 passa al team MT Helmets - MSI, il compagno di squadra è l'esordiente Diogo Moreira. Totalizza 94 punti classificandosi al dodicesimo posto tra i piloti. Nel 2023 si trasferisce al team Aspar GasGas, il compagno di squadra è David Alonso. Porta a termine tutte le gare in calendario centrando la zona punti diciassette volte e si classifica tredicesimo. Nel 2024 passa a MT Helmets - MSi con Iván Ortolá come compagno di squadra. In occasione del Gran Premio del Mugello conquista il primo podio nel motomondiale, andando a concludere poi il campionato in undicesima posizione.

## Risultati nel motomondiale
| 2019 | Classe | Moto  |    |  |  |  |  |    |   |  |  |  |  |  |  |  |  |    |  |  |  |  |  |  | Punti | Pos. |
| ---- | ------ | ----- | -- |  |  |  |  | -- | - |  |  |  |  |  |  |  |  | -- |  |  |  |  |  |  | ----- | ---- |
| 2019 | Moto3  | Honda | 20 |  |  |  |  | 17 | 9 |  |  |  |  |  |  |  |  | 15 |  |  |  |  |  |  | 8     | 29º  |

| 2020 | Classe | Moto  |    |    |   |    |    |    |    |    |    |    |    |    |    |    |    |  |  |  |  |  |  |  | Punti | Pos. |
| ---- | ------ | ----- | -- | -- | - | -- | -- | -- | -- | -- | -- | -- | -- | -- | -- | -- | -- |  |  |  |  |  |  |  | ----- | ---- |
| 2020 | Moto3  | Honda | 20 | 16 | 9 | 17 | 24 | 15 | 12 | 20 | 15 | 18 | 24 | 23 | 16 | 15 | 17 |  |  |  |  |  |  |  | 14    | 24º  |

| 2021 | Classe | Moto |    |   |    |    |    |    |    |    |    |   |    |    |    |    |    |    |    |    |  |  |  |  | Punti | Pos. |
| ---- | ------ | ---- | -- | - | -- | -- | -- | -- | -- | -- | -- | - | -- | -- | -- | -- | -- | -- | -- | -- |  |  |  |  | ----- | ---- |
| 2021 | Moto3  | KTM  | 14 | 8 | 10 | 10 | 12 | NP | 14 | 18 | 17 | 7 | NP | 23 | 11 | 17 | 22 | 11 | 21 | 19 |  |  |  |  | 47    | 20º  |

| 2022 | Classe | Moto |   |    |    |    |    |   |   |   |    |     |   |   |    |    |     |   |    |     |   |   |  |  | Punti | Pos. |
| ---- | ------ | ---- | - | -- | -- | -- | -- | - | - | - | -- | --- | - | - | -- | -- | --- | - | -- | --- | - | - |  |  | ----- | ---- |
| 2022 | Moto3  | KTM  | 9 | 11 | 12 | 17 | 21 | 8 | 8 | 5 | 21 | Rit | 8 | 8 | 13 | 13 | Rit | 8 | 10 | Rit | 8 | 9 |  |  | 94    | 12º  |

| 2023 | Classe | Moto    |    |   |   |    |   |    |   |    |    |   |   |    |    |   |    |    |   |   |    |    |  |  | Punti | Pos. |
| ---- | ------ | ------- | -- | - | - | -- | - | -- | - | -- | -- | - | - | -- | -- | - | -- | -- | - | - | -- | -- |  |  | ----- | ---- |
| 2023 | Moto3  | Gas Gas | 16 | 9 | 9 | 25 | 5 | 15 | 8 | 15 | 15 | 7 | 9 | 14 | 15 | 9 | 15 | 15 | 9 | 9 | 21 | 10 |  |  | 84    | 13º  |

| 2024 | Classe | Moto |     |     |   |   |   |    |   |    |   |   |    |    |    |    |    |   |   |    |   |   |  |  | Punti | Pos. |
| ---- | ------ | ---- | --- | --- | - | - | - | -- | - | -- | - | - | -- | -- | -- | -- | -- | - | - | -- | - | - |  |  | ----- | ---- |
| 2024 | Moto3  | KTM  | Rit | Rit | 4 | 4 | 7 | 11 | 3 | 10 | 6 | 6 | 13 | 19 | 17 | 15 | 17 | 6 | 6 | 11 | 7 | 5 |  |  | 131   | 11º  |

| 2025 | Classe | Moto |     |   |    |   |   |     |   |   |    |    |    |   |   |  |  |  |  |  |  |  |  |  | Punti | Pos. |
| ---- | ------ | ---- | --- | - | -- | - | - | --- | - | - | -- | -- | -- | - | - |  |  |  |  |  |  |  |  |  | ----- | ---- |
| 2025 | Moto3  | KTM  | Rit | 9 | 19 | 3 | 5 | Rit | 8 | 9 | 10 | 11 | 15 | 9 | 2 |  |  |  |  |  |  |  |  |  | 88    |      |

| Legenda | 1º posto        | 2º posto            | 3º posto            | A punti      | Senza punti        | Grassetto – Pole position Corsivo – Giro più veloce |
| Legenda | Gara non valida | Non qual./Non part. | Ritirato/Non class. | Squalificato | '-' Dato non disp. | Grassetto – Pole position Corsivo – Giro più veloce |